# Mateja Zver
Mateja Zver (* 15. März 1988 in Gornja Bistrica, Črenšovci, Prekmurje, SFR Jugoslawien) ist eine slowenische Fußballspielerin.

## Karriere

### Vereine
Zver wurde in Gornja Bistrica vor den Toren von Črenšovci in der Region Prekmurje geboren. Ihre Schulbildung erhielt sie unter anderem an der Ekonomska šola in Murska Sobota und machte hier im Jahr 2006 ihren Abschluss.
In ihrer Jugend spielte Zver beim ŽNK Črenšovci und wechselte später zum ŽNK Atrij Odranci aus Odranci, bei dem sie in der Saison 2001/02 – zu dieser Zeit gerade 13- bzw. 14-jährig – zu ersten Einsätzen in der Damenmannschaft kam. Nachdem sie es in der Saison 2002/03 auf neun Tore bei ebenso vielen Meisterschaftseinsätzen gebracht hatte, wechselte sie im Sommer 2003 zum Ligarivalen ŽNK Pomurje. Zver entwickelte sich beim Verein aus Beltinci zur Leistungsträgerin und wurde in den nachfolgenden Jahren ununterbrochen Torschützenkönigin der 1. Slowenischen Frauenliga (Slovenska ženska nogometna liga). In der Saison 2006/07 stellte sie einen Ligarekord auf, als sie in nur 21 Spielen 61 Tore für den ŽNK Pomurje erzielte.
2008 wechselte sie erstmals nach Island zu Þór/KA. Allerdings kam sie jeweils nur in der Hauptsaison in der Pepsideild kvenna zum Einsatz; im November jeden Jahres kehrte sie zunächst zu ihrem Heimatverein zurück, um dann mit Beginn der nächsten isländischen Spielzeit erneut am dortigen Spielbetrieb teilzunehmen. In Island spielte sie in den Jahren 2008, 2009, 2010, 2011 und 2013 und kam dabei auf 61 Tore bei 80 Ligaeinsätzen.
Am 22. Januar 2015 gab sie ihren Wechsel zum ÖFB-Frauenliga-Verein FSK St. Pölten-Spratzern bekannt. Seit Sommer 2016 ist sie für dessen Nachfolgeverein SKN St. Pölten aktiv. Im Februar 2023 wurde ihr Vertrag bis Sommer 2025 verlängert. Nach mehr als zehn Jahren in St. Pölten gab sie am 20. Juni 2025 über die sozialen Medien ihren Abgang bekannt.

### Nationalmannschaft
Im Jahr 2007 wurde Zver erstmals in den Kader der slowenischen Fußballnationalmannschaft berufen. Sie ist seit mehreren Jahren Mannschaftskapitänin der Landesauswahl und sowohl nach Einsätzen als auch Toren Rekordspielerin ihres Landes.

## Erfolge
Nationalmannschaft
- Istrien-Cup-Sieger: 2019

SKN St. Pölten
- Österreichischer Meister: 2016, 2017, 2018, 2019, 2021, 2022, 2023, 2024
- Österreichischer Cup Sieger: 2016, 2017, 2018, 2019, 2022, 2023, 2024